# Герб Нижнесилезского воеводства

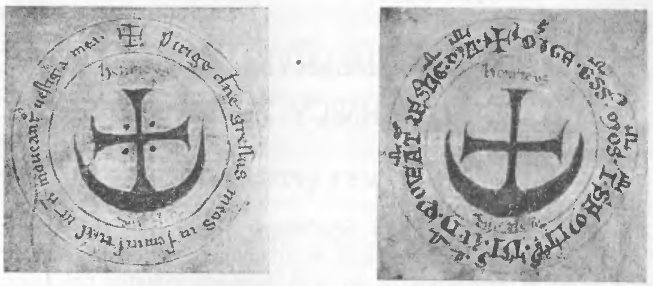
Знак Генриха I Бородатого на его печатях

Герб Нижнесилезского воеводства (пол. Herb Województwa Dolnośląskiego) — один из официальных символов Нижнесилезского воеводства Польши.
Первоначально был утверждён Постановлением Сеймика Нижнесилезского воеводства № XVIII/305/2000 от 25 февраля 2000 года. Однако Геральдическая комиссия высказала ряд замечаний, с учётом которых Постановлением Сеймика Нижнесилезского воеводства № XLVII/810/09 от 17 декабря 2009 года герб воеводства был утверждён в новой редакции.

## Описание
Официальное описание герба Нижнесилезского воеводства:

В золотом поле чёрный орёл; через туловище и крылья орла — серповидная перевязь серебряная, на ней посередине такой же крест.
Оригинальный текст (пол.)W polu złotym orzeł czarny; przez tułów i skrzydła orła przepaska sierpowa srebrna, na niej pośrodku takiż krzyż.— Sejmik Województwa Dolnośląskiego.
Этот символ — герб силезского князя Генриха II Благочестивого, представителя династии Силезских Пястов. Знак в виде серебряного месяца с крестом он унаследовал от своего отца Генриха I Бородатого, к которому добавил традиционного пястовского орла, символизирующего могущество Силезии и власть Пястов.